# Leopold Fleischhacker (Politiker)
Leopold Fleischhacker (* 5. November 1891 in Pamhagen; † 27. November 1960 in Kittsee) war ein österreichischer Landwirt und Politiker (CS). Fleischhacker war Abgeordneter zum Burgenländischen Landtag und Mitglied des Bundesrates. 

## Leben
Fleischhacker wurde als Sohn des Landwirts Leopold Fleischhacker aus Pamhagen geboren. Er besuchte die Volksschule und war danach als Landwirt tätig. Er leistete ab 1915 seinen Militärdienst ab und geriet in russische Gefangenschaft, aus der er erst 1921 zurückkehrte. Er heiratete in Riga. Fleischhacker war zwischen 1927 und 1931 Kammerrat der Burgenländischen Landwirtschaftskammer. 
Er war verheiratet.

## Politik
Fleischhacker gehörte zwischen 1924 und 1928 dem Landesparteivorstand des Landbundes an und war von 1924 bis 1925 auch Zweiter Schriftführer. Er trat in der Folge zur Christlichsozialen Partei über und übernahm ab 1930 auch politische Mandate für die Christlichsoziale Partei. Fleischhacker zog am 20. Dezember 1930 in den Bundesrat ein, dem er bis zum 2. Mai 1934 angehörte. Zudem rückte er am 21. Juni 1933 für Josef Reil in den Burgenländischen Landtag nach, in dem er bis zum 31. Oktober 1934 die Christlichsoziale Partei vertrat.

## Auszeichnungen
- 1954 Ernennung zum Ökonomierat